# MDNA (album)
MDNA là album phòng thu thứ mười hai của ca sĩ người Mỹ Madonna, phát hành ngày 23 tháng 3 năm 2012 bởi Interscope Records. Đây cũng là album đầu tiên của nữ ca sĩ ra mắt dưới sự phân phối của Interscope, sau khi cô kết thúc mối quan hệ hợp tác kéo dài 27 năm với hãng đĩa cũ Warner Bros. Records, và là một phần của thỏa thuận 360 kéo dài mười năm với Live Nation. Đĩa nhạc được thực hiện trong khoảng thời gian Madonna bận rộn ghi hình cho bộ phim năm 2011 W.E. do cô làm đạo diễn, trước khi bắt đầu quá trình thu âm vào tháng 7 năm 2011 với sự tham gia của nhiều nhà sản xuất khác nhau, bao gồm Alle Benassi, Benny Benassi, Demolition Crew, Free School, Michael Malih, Indiigo và hai nhà điều hành sản xuất của album William Orbit và Martin Solveig. Quá trình thu âm MDNA diễn ra suôn sẻ mặc dù nữ ca sĩ gặp khó khăn khi làm việc với Benny Benassi, người không thể nói tiếng Anh lưu loát và phải nhờ anh họ Alle Benassi làm phiên dịch. Đây là một bản thu âm pop và EDM với nội dung ca từ đề cập đến những chủ đề về tiệc tùng, tình yêu đối với âm nhạc, sự say mê, cũng như đau khổ, trả thù và chia ly.
Tiêu đề của album là một phép ẩn dụ ám chỉ đến tên và DNA của Madonna, cũng như liên quan đến MDMA đã vấp phải nhiều chỉ trích từ những tổ chức bài trừ ma túy. Ngoài ra, MDNA còn có sự tham gia góp giọng của hai rapper nữ M.I.A. và Nicki Minaj. Sau khi phát hành, album nhận được những phản ứng trái chiều từ các nhà phê bình âm nhạc, trong đó họ đánh giá cao khâu sản xuất của Orbit và âm nhạc tiến bộ hơn album phòng thu trước Hard Candy (2008), nhưng cũng chỉ ra nhiều hạn chế về khâu sáng tác và tổng thể rời rạc. Tuy nhiên, MDNA vẫn gặt hái những thành công lớn về mặt thương mại, đứng đầu các bảng xếp hạng tại hơn 20 quốc gia và giúp nữ ca sĩ lập kỷ lục mới về số lượng album quán quân nhiều nhất của một nghệ sĩ hát đơn tại Úc và Vương quốc Anh, đồng thời lọt vào top 5 ở hầu hết những thị trường còn lại. Album ra mắt ở vị trí số một trên bảng xếp hạng Billboard 200 với 359,000 bản, trở thành đĩa nhạc quán quân thứ tám của Madonna và đánh dấu doanh số tuần đầu cao nhất của nữ ca sĩ kể từ Music (2000), cũng như giúp cô đứng thứ hai trong danh sách những nghệ sĩ nữ có nhiều album đứng đầu nhất tại Hoa Kỳ lúc bấy giờ.
Bốn đĩa đơn đã được phát hành từ MDNA. "Give Me All Your Luvin'" được chọn làm đĩa đơn mở đường và lọt vào top 10 ở nhiều quốc gia, đồng thời giúp Madonna kéo dài kỷ lục là nghệ sĩ có nhiều đĩa đơn top 10 nhất trong lịch sử bảng xếp hạng Billboard Hot 100 lúc bấy giờ. Những đĩa đơn tiếp theo "Girl Gone Wild" và "Turn Up the Radio" chỉ đạt được những thành tích ít ỏi trên toàn cầu, nhưng đều đứng đầu bảng xếp hạng Billboard Hot Dance Club Songs tại Hoa Kỳ. Đĩa đơn thứ ba "Masterpiece" cũng xuất hiện trong bộ phim năm 2011 W.E., và sau đó thắng giải Quả cầu vàng cho Bài hát gốc xuất sắc nhất. Ngoài ra, "Superstar" cũng được phát hành dưới dạng đĩa đơn quảng bá tại Brazil. Để quảng bá album, nữ ca sĩ trình diễn tại Chương trình giữa hiệp Super Bowl XLVI và thu hút 114 triệu người xem, phá vỡ kỷ lục về lượng theo dõi một buổi biểu diễn giữa hiệp trong lịch sử Super Bowl. Ngoài ra, cô cũng thực hiện chuyến lưu diễn The MDNA Tour (2012) với 88 đêm diễn và đi qua ba châu lục, đã trở thành một trong những chuyến lưu diễn có doanh thu cao nhất mọi thời đại. Tính đến năm 2014, MDNA đã bán được hơn hai triệu bản trên toàn cầu.

## Danh sách bài hát
| MDNA – Phiên bản tiêu chuẩn | MDNA – Phiên bản tiêu chuẩn                                   | MDNA – Phiên bản tiêu chuẩn                                                                                                 | MDNA – Phiên bản tiêu chuẩn                           | MDNA – Phiên bản tiêu chuẩn |
| STT                         | Nhan đề                                                       | Sáng tác | Sản xuất                                              | Thời lượng                  |
| --------------------------- | ------------------------------------------------------------- | --- | ----------------------------------------------------- | --------------------------- |
| 1.                          | "Girl Gone Wild"                                              | Madonna Jenson Vaughan Alle Benassi Benny Benassi                                                                           | Madonna Benny Benassi Alle Benassi                    | 3:43                        |
| 2.                          | "Gang Bang"                                                   | Madonna William Orbit Priscilla Hamilton Keith Harris Jean-Baptiste Mika Don Juan Demacio "Demo" Casanova Stephen Kozmeniuk | Madonna Orbit The Demolition Crew                     | 5:26                        |
| 3.                          | "I'm Addicted"                                                | Madonna A. Benassi M. Benassi                                                                                               | Madonna B. Benassi A. Benassi The Demolition Crew [a] | 4:33                        |
| 4.                          | "Turn Up the Radio"                                           | Madonna Martin Solveig Michael Tordjman Jade Williams                                                                       | Madonna Solveig                                       | 3:46                        |
| 5.                          | "Give Me All Your Luvin'" (hợp tác với Nicki Minaj và M.I.A.) | Madonna Solveig Onika Maraj Maya Arulpragasam Tordjman                                                                      | Madonna Solveig                                       | 3:22                        |
| 6.                          | "Some Girls"                                                  | Madonna Orbit Klas Åhlund                                                                                                   | Madonna Orbit Åhlund [a]                              | 3:53                        |
| 7.                          | "Superstar"                                                   | Madonna Hardy "Indiigo" Muanza Michael Malih                                                                                | Madonna Muanza Malih                                  | 3:55                        |
| 8.                          | "I Don't Give A" (hợp tác với Nicki Minaj)                    | Madonna Solveig Maraj Julien Jabre                                                                                          | Madonna Solveig                                       | 4:19                        |
| 9.                          | "I'm a Sinner"                                                | Madonna Orbit Jean-Baptiste                                                                                                 | Madonna Orbit                                         | 4:52                        |
| 10.                         | "Love Spent"                                                  | Madonna Orbit Jean-Baptiste Hamilton Alain Whyte Ryan Buendia Michael McHenry                                               | Madonna Orbit Free School [a]                         | 3:46                        |
| 11.                         | "Masterpiece"                                                 | Madonna Julie Frost Jimmy Harry                                                                                             | Madonna Orbit Harry [b]                               | 3:59                        |
| 12.                         | "Falling Free"                                                | Madonna Laurie Mayer Orbit Joe Henry                                                                                        | Madonna Orbit                                         | 5:13                        |
| Tổng thời lượng:            | Tổng thời lượng:                                              | Tổng thời lượng: | Tổng thời lượng:                                      | 50:47                       |

| MDNA – Phiên bản cao cấp (đĩa kèm theo) | MDNA – Phiên bản cao cấp (đĩa kèm theo)                                         | MDNA – Phiên bản cao cấp (đĩa kèm theo)     | MDNA – Phiên bản cao cấp (đĩa kèm theo)                   | MDNA – Phiên bản cao cấp (đĩa kèm theo) |
| STT                                     | Nhan đề                                                                         | Sáng tác                                    | Sản xuất                                                  | Thời lượng                              |
| --------------------------------------- | ------------------------------------------------------------------------------- | ------------------------------------------- | --------------------------------------------------------- | --------------------------------------- |
| 1.                                      | "Beautiful Killer"                                                              | Madonna Solveig Tordjman                    | Madonna Solveig                                           | 3:49                                    |
| 2.                                      | "I Fucked Up"                                                                   | Madonna Solveig Jabre                       | Madonna Solveig                                           | 3:29                                    |
| 3.                                      | "B-Day Song" (hợp tác với M.I.A.)                                               | Madonna Arulpragasam Solveig                | Madonna Solveig                                           | 3:33                                    |
| 4.                                      | "Best Friend"                                                                   | Madonna A. Benassi M. Benassi               | Madonna The Demolition Crew B. Benassi [a] A. Benassi [a] | 3:20                                    |
| 5.                                      | "Give Me All Your Luvin'" (Party Rock Remix) (hợp tác với LMFAO và Nicki Minaj) | Madonna Solveig Maraj Arulpragasam Tordjman | Madonna Solveig LMFAO [c]                                 | 4:02                                    |
| Tổng thời lượng:                        | Tổng thời lượng:                                                                | Tổng thời lượng:                            | Tổng thời lượng:                                          | 18:26                                   |

| MDNA – Phiên bản cao cấp trên iTunes Store (bản nhạc bổ sung) | MDNA – Phiên bản cao cấp trên iTunes Store (bản nhạc bổ sung) | MDNA – Phiên bản cao cấp trên iTunes Store (bản nhạc bổ sung) | MDNA – Phiên bản cao cấp trên iTunes Store (bản nhạc bổ sung) | MDNA – Phiên bản cao cấp trên iTunes Store (bản nhạc bổ sung) |
| STT                                                           | Nhan đề                                                       | Sáng tác                                                      | Sản xuất                                                      | Thời lượng                                                    |
| ------------------------------------------------------------- | ------------------------------------------------------------- | ------------------------------------------------------------- | ------------------------------------------------------------- | ------------------------------------------------------------- |
| 6.                                                            | "Love Spent" (bản acoustic)                                   | Madonna Orbit Jean-Baptiste Hamilton Whyte Buendia McHenry    | Madonna Orbit Free School [a]                                 | 4:24                                                          |
| Tổng thời lượng:                                              | Tổng thời lượng:                                              | Tổng thời lượng:                                              | Tổng thời lượng:                                              | 73:24                                                         |

| MDNA – Phiên bản cao cấp trên Spotify (bản nhạc bổ sung) | MDNA – Phiên bản cao cấp trên Spotify (bản nhạc bổ sung) | MDNA – Phiên bản cao cấp trên Spotify (bản nhạc bổ sung) | MDNA – Phiên bản cao cấp trên Spotify (bản nhạc bổ sung) | MDNA – Phiên bản cao cấp trên Spotify (bản nhạc bổ sung) |
| STT                                                      | Nhan đề                                                  | Sáng tác                                                 | Sản xuất                                                 | Thời lượng                                               |
| -------------------------------------------------------- | -------------------------------------------------------- | -------------------------------------------------------- | -------------------------------------------------------- | -------------------------------------------------------- |
| 6.                                                       | "Girl Gone Wild" (Dave Audé Wild Dub)                    | Madonna Vaughan A. Benassi B. Benassi                    | Madonna Benny Benassi Alle Benassi Dave Audé [c]         | 6:51                                                     |
| Tổng thời lượng:                                         | Tổng thời lượng:                                         | Tổng thời lượng:                                         | Tổng thời lượng:                                         | 75:51                                                    |

| MDNA – Phiên bản giới hạn tại Đài Loan, Philippines và Thái Lan (đĩa đơn CD kèm theo) | MDNA – Phiên bản giới hạn tại Đài Loan, Philippines và Thái Lan (đĩa đơn CD kèm theo) | MDNA – Phiên bản giới hạn tại Đài Loan, Philippines và Thái Lan (đĩa đơn CD kèm theo) |
| STT                                                                                   | Nhan đề                                                                               | Thời lượng                                                                            |
| ------------------------------------------------------------------------------------- | ------------------------------------------------------------------------------------- | ------------------------------------------------------------------------------------- |
| 1.                                                                                    | "Give Me All Your Luvin'" (bản hát đơn)                                               | 2:49                                                                                  |

| MDNA – Phiên bản Nightlife | MDNA – Phiên bản Nightlife                                                                 | MDNA – Phiên bản Nightlife |
| STT                        | Nhan đề                                                                                    | Thời lượng                 |
| -------------------------- | ------------------------------------------------------------------------------------------ | -------------------------- |
| 1.                         | "Give Me All Your Luvin'" (hợp tác với Nicki Minaj và M.I.A.)                              | 3:22                       |
| 2.                         | "Beautiful Killer"                                                                         | 3:49                       |
| 3.                         | "Best Friend"                                                                              | 3:20                       |
| 4.                         | "I'm a Sinner"                                                                             | 4:52                       |
| 5.                         | "Love Spent"                                                                               | 3:46                       |
| 6.                         | "Some Girls"                                                                               | 3:53                       |
| 7.                         | "Superstar"                                                                                | 3:55                       |
| 8.                         | "Masterpiece" (Kid Capri's Remix)                                                          | 3:58                       |
| 9.                         | "Give Me All Your Luvin'" (Just Blaze Bionic Dub) (hợp tác với Nicki Minaj và M.I.A.)      | 5:42                       |
| 10.                        | "Turn Up the Radio" (Leo Zero Remix)                                                       | 7:23                       |
| 11.                        | "Turn Up the Radio" (Richard Vission Speakers Blow Remix)                                  | 6:16                       |
| 12.                        | "Give Me All Your Luvin'" (Oliver Twizt Remix) (hợp tác với Nicki Minaj và M.I.A.)         | 4:49                       |
| 13.                        | "Give Me All Your Luvin'" (Sultan & Ned Shepard Remix) (hợp tác với Nicki Minaj và M.I.A.) | 5:59                       |
| 14.                        | "Give Me All Your Luvin'" (Demolition Crew Remix) (hợp tác với Nicki Minaj và M.I.A.)      | 7:02                       |
| Tổng thời lượng:           | Tổng thời lượng:                                                                           | 68:08                      |

| MDNA – Phiên bản Nightlife trên Spotify | MDNA – Phiên bản Nightlife trên Spotify                                                    | MDNA – Phiên bản Nightlife trên Spotify |
| STT                                     | Nhan đề                                                                                    | Thời lượng                              |
| --------------------------------------- | ------------------------------------------------------------------------------------------ | --------------------------------------- |
| 1.                                      | "Give Me All Your Luvin'" (Oliver Twizt Remix) (hợp tác với Nicki Minaj và M.I.A.)         | 4:49                                    |
| 2.                                      | "Give Me All Your Luvin'" (Sultan & Ned Shepard Remix) (hợp tác với Nicki Minaj và M.I.A.) | 5:59                                    |
| 3.                                      | "Give Me All Your Luvin'" (Demolition Crew Remix) (hợp tác với Nicki Minaj và M.I.A.)      | 7:02                                    |
| 4.                                      | "Masterpiece" (Kid Capri's Remix)                                                          | 3:58                                    |
| 5.                                      | "Turn Up the Radio" (Leo Zero Remix)                                                       | 7:23                                    |
| 6.                                      | "Turn Up the Radio" (Richard Vission Speakers Blow Remix)                                  | 6:16                                    |
| 7.                                      | "Turn Up the Radio" (Marco V Remix)                                                        | 5:48                                    |
| Tổng thời lượng:                        | Tổng thời lượng:                                                                           | 41:13                                   |

Ghi chú
- ^a  nghĩa là đồng sản xuất
- ^b  nghĩa là sản xuất bổ sung
- ^c  nghĩa là người phối lại và sản xuất bổ sung
- "Superstar" bao gồm phần giọng hát không được đề cập của con gái Madonna, Lourdes Leon.[11]

## Xếp hạng
| Bảng xếp hạng (2012)                          | Vị trí cao nhất |
| --------------------------------------------- | --------------- |
| Album Argentina (CAPIF)                       | 1               |
| Album Úc (ARIA)                               | 1               |
| Album Áo (Ö3 Austria)                         | 3               |
| Album Bỉ (Ultratop Vlaanderen)                | 1               |
| Album Bỉ (Ultratop Wallonie)                  | 3               |
| Album Brazil (Billboard)                      | 1               |
| Album Canada (Billboard)                      | 1               |
| Album Cộng hòa Séc (ČNS IFPI)                 | 1               |
| Album Đan Mạch (Hitlisten)                    | 2               |
| Album Hà Lan (Album Top 100)                  | 1               |
| Album Phần Lan (Suomen virallinen lista)      | 1               |
| Album Pháp (SNEP)                             | 2               |
| Album Đức (Offizielle Top 100)                | 3               |
| Album Hy Lạp (IFPI)                           | 1               |
| Album Hungaria (MAHASZ)                       | 1               |
| Album Ấn Độ (Planet M)                        | 1               |
| Album Ireland (IRMA)                          | 1               |
| Album Ý (FIMI)                                | 1               |
| Album Nhật Bản (Oricon)                       | 4               |
| Album Mexico (AMPROFON)                       | 1               |
| Album New Zealand (RMNZ)                      | 3               |
| Album Na Uy (VG-lista)                        | 2               |
| Album Ba Lan (ZPAV)                           | 1               |
| Album Bồ Đào Nha (AFP)                        | 2               |
| Album Nga (2М)                                | 1               |
| Album Scotland (OCC)                          | 1               |
| Album Nam Phi (RISA)                          | 17              |
| Album Hàn Quốc Quốc tế (Circle)               | 2               |
| Album Tây Ban Nha (PROMUSICAE)                | 1               |
| Album Thụy Điển (Sverigetopplistan)           | 1               |
| Album Thụy Sĩ (Schweizer Hitparade)           | 2               |
| Album Anh Quốc (OCC)                          | 1               |
| Album Hoa Kỳ Billboard 200                    | 1               |
| Album Hoa Kỳ Top Dance/Electronic (Billboard) | 1               |

| Bảng xếp hạng (2012)                  | Vị trí cao nhất |
| ------------------------------------- | --------------- |
| Album Hàn Quốc Quốc tế (Circle)       | 5               |
| Album Uruguay (CUD)                   | 5               |
| Album Uruguay (CUD) Phiên bản cao cấp | 5               |

| Bảng xếp hạng (2012)                             | Vị trí |
| ------------------------------------------------ | ------ |
| Album Argentina (CAPIF)                          | 58     |
| Album Argentina (CAPIF) Phiên bản cao cấp        | 25     |
| Album Úc Dance (ARIA)                            | 19     |
| Album Bỉ (Ultratop Flanders)                     | 40     |
| Album Bỉ (Ultratop Wallonia)                     | 23     |
| Album Canada (Billboard)                         | 40     |
| Album Đan Mạch (Hitlisten)                       | 33     |
| Album Hà Lan (MegaCharts)                        | 38     |
| Album Phần Lan Quốc tế (Suomen virallinen lista) | 10     |
| Album Pháp (SNEP)                                | 44     |
| Album Đức (Offizielle Top 100)                   | 76     |
| Album Hungaria (MAHASZ)                          | 12     |
| Album Hungaria Tổng hợp (MAHASZ)                 | 35     |
| Album Ý (FIMI)                                   | 15     |
| Album Nhật Bản (Oricon)                          | 83     |
| Album Mexico (AMPROFON)                          | 48     |
| Album Ba Lan (ZPAV)                              | 26     |
| Album Nga (2М)                                   | 1      |
| Album Tây Ban Nha (PROMUSICAE)                   | 23     |
| Album Thụy Điển (Sverigetopplistan)              | 39     |
| Album Thụy Điển Tổng hợp (Sverigetopplistan)     | 61     |
| Album Thụy Sĩ (Schweizer Hitparade)              | 32     |
| Album Anh Quốc (OCC)                             | 81     |
| Hoa Kỳ Billboard 200                             | 44     |
| Hoa Kỳ Dance/Electronic Albums (Billboard)       | 2      |
| Album Toàn cầu (IFPI)                            | 12     |
| Bảng xếp hạng (2015)                             | Vị trí |
| Album Úc Dance (ARIA)                            | 48     |

## Chứng nhận
| Quốc gia | Chứng nhận  | Số đơn vị/doanh số chứng nhận |
| --- | ----------- | ----------------------------- |
| Argentina (CAPIF) | Vàng        | 20.000^                       |
| Úc (ARIA) | Vàng        | 35.000^                       |
| Áo (IFPI Áo) | Vàng        | 10.000*                       |
| Brasil (Pro-Música Brasil) | 2× Bạch kim | 100,000                       |
| Canada (Music Canada) | —           | 32,000                        |
| Colombia (ASINCOL) | 2× Bạch kim | 20.000                        |
| Đan Mạch (IFPI Đan Mạch) | Vàng        | 10.000^                       |
| Phần Lan (Musiikkituottajat) | Vàng        | 10,908                        |
| Pháp (SNEP) | Bạch kim    | 150,000                       |
| Đức (BVMI) | Vàng        | 150.000^                      |
| Hungary (Mahasz) | Vàng        | 3.000^                        |
| Ấn Độ (IMI) | Vàng        | 4.000                         |
| Ý (FIMI) | Bạch kim    | 60.000*                       |
| Nhật Bản (RIAJ) | Vàng        | 100.000^                      |
| México (AMPROFON) | Vàng        | 30.000^                       |
| Hà Lan (NVPI) | Vàng        | 25.000^                       |
| New Zealand (RMNZ) | Vàng        | 7.500‡                        |
| Ba Lan (ZPAV) | Bạch kim    | 20.000*                       |
| Bồ Đào Nha (AFP) | Vàng        | 7.500^                        |
| Nga (NFPF) | 7× Bạch kim | 70.000*                       |
| Hàn Quốc (KMCA) | —           | 2,770                         |
| Tây Ban Nha (PROMUSICAE) | Vàng        | 30,000                        |
| Thụy Điển (GLF) | Vàng        | 20.000‡                       |
| Thổ Nhĩ Kỳ (Mü-Yap) | —           | 30,000                        |
| Anh Quốc (BPI) | Vàng        | 140,000                       |
| Hoa Kỳ (RIAA) | Vàng        | 539,000                       |
| Tổng hợp |             |                               |
| Toàn cầu | —           | 2,000,000                     |
| * Chứng nhận dựa theo doanh số tiêu thụ. ^ Chứng nhận dựa theo doanh số nhập hàng. ‡ Chứng nhận dựa theo doanh số tiêu thụ và phát trực tuyến. |             |                               |

## Lịch sử phát hành
| Khu vực        | Ngày             | Định dạng      | Phiên bản          | Hãng đĩa        |
| -------------- | ---------------- | -------------- | ------------------ | --------------- |
| Úc             | 23 tháng 3, 2012 | CD tải nhạc số | Tiêu chuẩn cao cấp | Universal Music |
| Đức            | 23 tháng 3, 2012 | CD tải nhạc số | Tiêu chuẩn cao cấp | Universal Music |
| Canada         | 23 tháng 3, 2012 | CD tải nhạc số | Tiêu chuẩn cao cấp | Universal Music |
| Colombia       | 26 tháng 3, 2012 | CD tải nhạc số | Tiêu chuẩn cao cấp | Universal Music |
| Nhật Bản       | 26 tháng 3, 2012 | CD tải nhạc số | Cao cấp            | Universal Music |
| Thổ Nhĩ Kỳ     | 26 tháng 3, 2012 | CD tải nhạc số | Tiêu chuẩn cao cấp | Universal Music |
| Vương quốc Anh | 26 tháng 3, 2012 | CD tải nhạc số | Tiêu chuẩn cao cấp | Polydor         |
| Hoa Kỳ         | 26 tháng 3, 2012 | CD tải nhạc số | Tiêu chuẩn cao cấp | Interscope      |
| Thái Lan       | 26 tháng 3, 2012 | CD tải nhạc số | Tiêu chuẩn cao cấp | Universal Music |
| Hoa Kỳ         | 10 tháng 4, 2012 | LP             | Cao cấp            | Interscope      |